# Hurzuf
Hurzuf (în ucraineană Гурзуф) este o așezare de tip urban din orașul regional Ialta, Republica Autonomă Crimeea, Ucraina. În afara localității principale, nu cuprinde și alte sate.

## Demografie
Componența lingvistică a așezării de tip urban Hurzuf
     Rusă (86,04%)
     Ucraineană (12,36%)
     Alte limbi (0,72%)
Conform recensământului din 2001, majoritatea populației așezării de tip urban Hurzuf era vorbitoare de rusă (86,04%), existând în minoritate și vorbitori de ucraineană (12,36%).